# فالتر يينس
فالتر يينس Walter Jens (و. 8 مارس 1923 في هامبورغ-ت. 9 يونيو 2013) هو أديب وفيلولوجي ومؤرخ أدبي وناقد وأستاذ جامعي ومترجم ألماني.

## حياته
درس يينس الجرمانستيك والفيلولوجيا الكلاسيكية في هامبورغ ثم في فرايبورغ. كان عضوا أثناء العهد النازي في شبيبة هتلر Hitlerjugend وكذلك في رابطة الطلبة النازيين NS-Studentenbund. وقد عُرف في عام 2003 أنه انضم إلى الحزب النازي في الأول من سبتمبر 1942. حصل على درجة الدكتوراه في عام 1944 من جامعة ألبرت لودفيج في فرايبورغ حول تراجيديا سوفوكليس، وانضم إلى هيئة الأساتذة في جامعة إيبرهارد كارل في توبنجن في عام 1949 وهو لم يزل في سن السادسة عشرة، وذلك بعد تقديمه لبحث بعنوان تاكيتوس والحرية.
وفي عام 1950 حصل على كرسي الأستاذية في الفيلولوجيا الكلاسيكية في جامعة إيبرهارد كارل في توبنغن. وكذلك انضم في عام 1950 إلى جماعة 47 الأدبية، وبدأت شهرته الأدبية كقصاص بروايته «لا...عالم المتهمين» „Nein. Die Welt der Angeklagten“
شغل بين عامي 1963 و1988 كرسي الأستاذية في علم البلاغة العام الذي أنشأ للمرة الأولى في ألمانيا، وذلك في جامعة إيبرهارد كارل في توبنجن، وقد خلفه في هذا المنصب جيرت أودينج.
وكان يكتب نقدا تلفزيونيا في صحيفة دي تسايت Die Zeit الأسبوعية تحت اسم مستعار هو موموس Momos.
ويصنف يينس نفسه بأنه «أديب وبروتستانتي» كما كان يقول كارل يوزف كوشل. وقد انعكست شخصيته الدينية في مقالات عديدة حول مواضيع الدين واللاهوت، والتي برزت بجانب ترجماته لأجزاء من العهد الجديد وكذلك أعمال مشتركة مع هانس كونج Hans Küng.
شغل يينس بين عامي 1976 و 1982 منصب رئيس مركز القلم PEN-Zentrum في ألمانيا الاتحادية. وبين عامي 1989 و 1997 رئيس أكاديمية الفنون في برلين؛ وهو الآن الرئيس الشرفي لها. وبين عامي 1990 و 1995 رئيس مؤسسة مارتن نيمولر Martin-Niemöller-Stiftung.
وكان له موقف أثناء حرب الخليج الثانية في عام 1990 فقد كان يأوي في بيته جنودا أمريكيين هاربين من الخدمة العسكرية. وكان عضوا في المجلس الاستشاري للاتحاد الإنساني Humanistischen Union وكذلك كان من محرري مجلة «أوراق السياسة الألمانية والدولية» السياسية العلمية الشهرية Blätter für deutsche und internationale Politik.
تزوج يينس في عام 1951 من إنجه بوتفاركن، وأنجب منها ولدين أحدهما هو الصحفي تيلمان يينس.

## جوائز حصل عليها
- جائزة أصدقاء الحرية Amis de la Liberte 1951
- جائزة أدب الشباب الألمانية 1959
- جائزة ليسنج من هامبورغ 1968
- جائزة هاينريش هاينه من مدينة دوسلدورف 1981
- جائزة أدولف جريمه 1984
- جائزة هيرمان زينسهايمر 1989
- جائزة Predigtpreis 2002
- جائزة كورينه Corine بالاشتراك مع زوجته 2003

## من أعماله
- لا.. عالم المتهمين (رواية 1950)
- الأعمى (قصة 1951)
- وجوه منسية (رواية 1952)
- الرجل الذي لم يرد أن يطعن في السن (رواية 1955)
- عهد أوديسيوس (قصة 1957)
- الآلهة لا تموت (مقال 1959)
- الأدب الألماني الحديث (1961)
- الوردة الحمراء (مسرحية تلفزيونية 1969)
- البداية في الإصطبل - والنهاية على الصليب. يسوع المسيح... حياته حسب رواية متى 1972
- الضربة المميتة 1974
- سقوط يهوذا (قصة 1976)
- النساء الثلاث من الحانة

## روابط خارجية
- فالتر يينس على موقع IMDb (الإنجليزية)
- فالتر يينس على موقع مونزينجر (الألمانية)
- فالتر يينس على موقع ميوزك برينز (الإنجليزية)
- فالتر يينس على موقع ديسكوغز (الإنجليزية)